# Аруба на Светском првенству у атлетици у дворани 2012.
Аруба је осми пут учествовала на Светском првенству у атлетици у дворани 2012. одржаном у Истанбулу од 9. до 11. марта. Репрезентацију Арубе представљао је један такмичар, који се такмичио у трци на 60 метара.
Аруба није освојила ниједну медаљу али је оборен лични рекорд.

## Учесници
Мушкарци:
- Shakyll Lourens — 60 м

## Резултати

### Мушкарци
| Атлетичар       | Дисциплина | Лични рекорд | Квалификација | Квалификација | Полуфинале           | Полуфинале           | Финале               | Финале       | Детаљи |
| Атлетичар       | Дисциплина | Лични рекорд | Резултат      | Место         | Резултат             | Место                | Резултат             | Место        | Детаљи |
| --------------- | ---------- | ------------ | ------------- | ------------- | -------------------- | -------------------- | -------------------- | ------------ | ------ |
| Shakyll Lourens | 60 м       |              | 7,49 ЛР       | 6. у гр. 8    | Није се квалификовао | Није се квалификовао | Није се квалификовао | 48 / 57 (61) |        |